# Хиперхолестеролемия
Холестеролът е част от човешките мазнини. Той и другите липиди, триглицериди, са важни компоненти за структурата на клетката. Холестеролът взима активно участие в производството на хормони и енергия за организма. Според някои източници, холестеролът в кръвната плазма зависи изцяло от хранителния режим, а според други – и от производството му в черния дроб.
Увеличеното количество холестерол в кръвната плазма – хиперхолестеролемия, само по себе си не представлява заболяване, но може да доведе до редица усложнения. Състоянието на завишен холестерол може да е предпоставка за много сърдечносъдови заболявания, тъй като води до развитие на атеросклероза.
Съществуват два основни вида холестерол. Добрият холестерол или високоплътен липопротеин – HDL и лош холестерол – нископлътен липопротеин - LDL.
Функцията на двата вида холестерол е антагонистична. Добрият холестерол поема излишното количество мазнини и ги отнася в черния дроб за преработка, а лошият холестерол допринася за задържането на мазнини в кръвното русло, което е водеща предпоставка за развитие на сърдечносъдови заболявания.
Нивата на лош холестерол могат да бъдат редуцирани, когато се ограничи приемът на вредни мазнини с храната. Добрият холестерол може да бъде завишен чрез прием на полезни мазнини в храната, както и чрез физически упражнения.